# Phalacropterix calberlae
Phalacropterix calberlae är en fjärilsart som beskrevs av Franciscus J.M. Heylaerts 1890. Phalacropterix calberlae ingår i släktet Phalacropterix och familjen säckspinnare. Inga underarter finns listade i Catalogue of Life.